# Il profumo del mosto selvatico
Il profumo del mosto selvatico (A Walk in the Clouds) è un film del 1995 diretto da Alfonso Arau.
Il film è un remake di Quattro passi fra le nuvole del 1942 di Alessandro Blasetti, soggetto di Cesare Zavattini e Piero Tellini.

## Trama
Paul Sutton torna dalla guerra, fiducioso di iniziare una nuova vita con la moglie conosciuta e sposata d'impeto il giorno prima di imbarcarsi. Ad attenderlo al molo non c'è nessuno; arrivato a casa è comunque felice di riabbracciare la moglie Betty, che però non sembra aver trepidato per lui: non ha letto che soltanto le prime delle numerosissime lettere che Paul le ha inviato, perché secondo lei troppo deprimenti. Paul riprende l'attività di rappresentante di cioccolatini e, durante un viaggio in treno conosce una giovane di origine messicana, Victoria Aragon, figlia di un ricco viticoltore della Napa Valley, che possiede il vigneto modello, "Las Nubes" (Le Nuvole).
La giovane, che frequenta l'università in città, aspetta un figlio illegittimo dal suo professore che l'ha abbandonata e teme la reazione del padre, Alberto. Dopo una serie di contrattempi, Paul decide di accompagnarla a casa e fingere di essere suo marito, con l'accordo che il ruolo dovrà durare solo per breve tempo, essendo deciso che già il giorno dopo se ne andrà lasciando una lettera d'addio. Paul incontra subito l'aperta ostilità di Alberto - uomo all'antica, autoritario e geloso della figlia, irritato perché non hanno fatto le cose secondo le regole e la tradizione - insieme all'affabilità della madre Maria José, del fratello minore Pedro e soprattutto del nonno, Don Pedro. Coinvolto dalla calda atmosfera familiare, Paul, orfano, ne rimane conquistato e anche per questo ritarda la sua partenza. Il rito della vendemmia poi, con il clima bacchico e solare della pigiatura dell'uva, fa perdere quasi la testa a Paul, che decide però di resistere alla tentazione di sedurre Victoria, pur essendone attratto e ricambiato.
Paul trova nella famiglia della giovane un rifugio dagli orrori della guerra che ancora lo traumatizzano. Il fatto che i due non dormano insieme insospettisce Alberto che, colpito dalle manifestazioni d'affetto per la figlia da parte del falso genero, decide di farli sposare con rito religioso. A questo punto Victoria è costretta a confessare la verità al padre, mentre Paul a malincuore si allontana per tornare dalla moglie. La donna nel frattempo ha letto tutte le lettere di Paul e ha capito che lei e il marito sono troppo diversi; inoltre ha una relazione con un altro uomo. Propone a Paul l'annullamento del loro matrimonio. Libero, il giovane fa subito ritorno al vigneto, ma trova Alberto ubriaco che si scaglia contro di lui e, roteando una lampada a petrolio per colpirlo, la lancia accidentalmente nel vigneto, incendiandolo. Vani sono i tentativi per domare le fiamme; dall'incendio si salva solo la pianta madre del vigneto e Paul suggerisce che sia proprio quella pianta a far rivivere le coltivazioni. Alberto fa pace con la figlia e Paul può sposarla accettando di essere un buon padre per il nascituro.

## Riconoscimenti
- Golden Globe 1996:
  - Migliore colonna sonora